# ジム・マラウ
ジム・マラウ（Jim Marau）は、ソロモン諸島の男子陸上競技選手。専門は短距離走。
1975年にタモンで開催されたサウスパシフィックゲームズに出場し、100mで金メダル400mで銅メダルを獲得した。このとき獲得した金メダルがソロモン諸島におけるサウスパシフィックゲームズ初の金メダルである。
2009年7月8日、ホニアラのローソン・タマ・スタジアムで行われた独立記念式典にてフランク・カブイソロモン諸島総督より授賞式が行われた。